# Онхоцеркоз
Онхоцерко́з (англ. onchocerciasis, також відомий під назвою англ. river blindness — «річкова сліпота», англ. whitewater disease — «хвороба білої води» та ісп. infermedad de Robles — «хвороба Роблеса») — гельмінтоз, який виникає внаслідок інфікування гельмінтом Onchocerca volvulus. Проявами захворювання є сильне свербіння, підшкірні пухирі та сліпота. Онхоцеркоз є другою після трахоми інфекційною хворобою за кількістю випадків сліпоти. Хворобу відносять до підгрупи підшкірних філяріїдозів, групи філяріїдозів. Всесвітня організація охорони здоров'я (ВООЗ) відносить онхоцеркоз до забутих тропічних хвороб.

## Історія відкриття
Онхоцеркоз здавна був відомий у деяких регіонах Африки як «кру-кру» або «кроу-кроу» (англ. kru kru or craw craw). Мікрофілярій у шкірі виявив ірландський військово-морський хірург Д. О'Ніл при розгляді шкірних вузликів у пацієнтів, які страждають від «кроу-кроу» в Гані в 1874 році. Кілька років по тому, в 1890 році, дорослих черв'яків також виявив та ідентифікував відомий шотландський науковець, засновник клінічної паразитології Патрік Менсон. Роль мікрофілярій у виникненні пошкодження шкіри з'ясували Ж. Монпельє і А. Лакруа в 1920 році, а у виникненні річкової сліпоті — Ж. Хізетт у Бельгійському Конго (нині Демократична Республіка Конго) в 1932 році. Хоча є свідчення, що ще у 1915 році лікар Родольфо Роблес першим встановив зв'язок паразита із захворюванням ока. Роль москітів у передачі онхоцеркозу розкрив шотландський паразитолог Б. Блеклок у Сьєрра-Леоне в середині 1920-х років.

## Актуальність
За оцінками ВООЗ у 2017 році щонайменше 220 мільйонів людей потребували профілактичної хіміотерапії проти онхоцеркозу, 14,6 млн інфікованих людей вже мали захворювання шкіри, а 1,15 млн — втрату зору. 99 % випадків захворювань припадають на 31 країну Африки південніше Сахари, хоча онхоцеркоз трапляється також у Ємені та в окремих районах Південної Америки, станом на 20 січня 2016 року передача гельмінта триває досі в Бразилії і Венесуелі виключно серед людей з племені Яномама. Наявність сліпоти за оцінками дослідників скорочує життя уражених на 4-10 років.
Програма ліквідації онхоцеркозу в Центральній і Південній Америці почалася в 1992 році з метою усунення очного захворюваності і припинення передачі по всій ендемічній території до 2012 року через впровадження великомасштабного лікування за допомогою івермектину. В усі 13 осередках у цьому регіоні вдалося охопити лікуванням більше ніж 85 % населення в 2006 році, і передача онхоцеркозу була перервана в 10 з 13 цих осередків до кінця 2011 року. У 2015 році Мексика стала третьою країною світу після Колумбії та Еквадору, які декларували про повне звільнення своїх територій від онхоцеркозу. Хоча в 2015 році про припинення передачі оголосила і Гватемала, але верифікувати її ліквідацію ВООЗ має в середині 2016 року.
Між 1974 і 2002 роками протидію інвазії в Західній Африці проводили в рамках Програми з контролю онхоцеркозу, використовуючи, в основному, розбризкування інсектицидів проти личинок переносників хвороби мошок роду Simulium за допомогою вертольотів та літаків. Заходи з 1989 року були доповнені великомасштабним застосуванням для лікування і профілактики захворювання лікарського препарату івермектин. Ці заходи дозволили звільнити 40 мільйонів людей від хвороби, запобігти сліпоті у 600 000 чоловік, і дали змогу запевнити громадськість, що 18 мільйонів дітей були народжені вільними від загрози захворювання і сліпоти. Крім того, вдалось такими чином відвоювати 25 мільйонів гектарів покинутих до того орних земель для повторного заселення і відновлення сільськогосподарського виробництва, що здатне нагодувати 17 мільйонів людей на рік. У 1995 році світова медична спільнота почала впроваджувати Африканську програму з боротьби з онхоцеркозом, аби запобігти хворобі в інших ендемічних регіонах Африки. Її основною стратегією є поширення серед громад всеосяжного лікування їх членів за допомогою івермектину, і, в разі необхідності, боротьба з мошками із застосуванням екологічно безпечних методів. З 2009 року було проголошено в рамках цієї Програми про боротьбу за ліквідацію онхоцеркозу. Станом на 2014 рік більше 112 мільйонів людей були проліковані в 22 країнах, що становить приблизно 65 % від необхідного глобального покриття. Чотири країни були підтверджені ВООЗ як вільні від онхоцеркозу після успішного впровадження заходів з ліквідації впродовж десятиліть: Колумбія (2013), Еквадор (2014), Мексика (2015) і Гватемала (2016). У всьому світі 1,8 млн людей живуть у районах, де більше не потрібне масове призначення ліків від онхоцеркозу.
Штаб-квартира ВООЗ на сьогодні сприяє запуску програми ліквідації онхоцеркозу в Ємені у співпраці з Міністерством охорони здоров'я країни, Світовим банком та іншими міжнародними партнерами. Відбувається впровадження в Африці розширеного Спеціального проекту з ліквідації забутих тропічних хвороб, одним з стратегій якого планують й подальшу боротьбу з онхоцеркозом на континенті.

## Етіологія
Onchocerca volvulus, як й інші філярійні гельмінти, мають ниткоподібне тіло, яке потоншується до кінців гельмінта. Самиці завдовжки 40-70 см, завширшки — 0,13-0,4 мм. Самці значно менші, завдовжки 2,5 см, завширшки 0,2 мм. Мікрофілярії бувають двох різновидів: можуть бути великими, розмірами завдовжки 0,29-0,37 мм, завширшки 0,09 мм; і дрібними — завдовжки 0,15-0,29 мм, завширшки 0,05-0,07 мм.
Onchocerca volvulus, як і більшість філяріїдозних нематод, мають ендосимбіотичні відносини з бактеріями роду Wolbachia. За відсутності Wolbachia розвиток мікрофілярій Onchocerca volvulus порушується або, взагалі, припиняється.

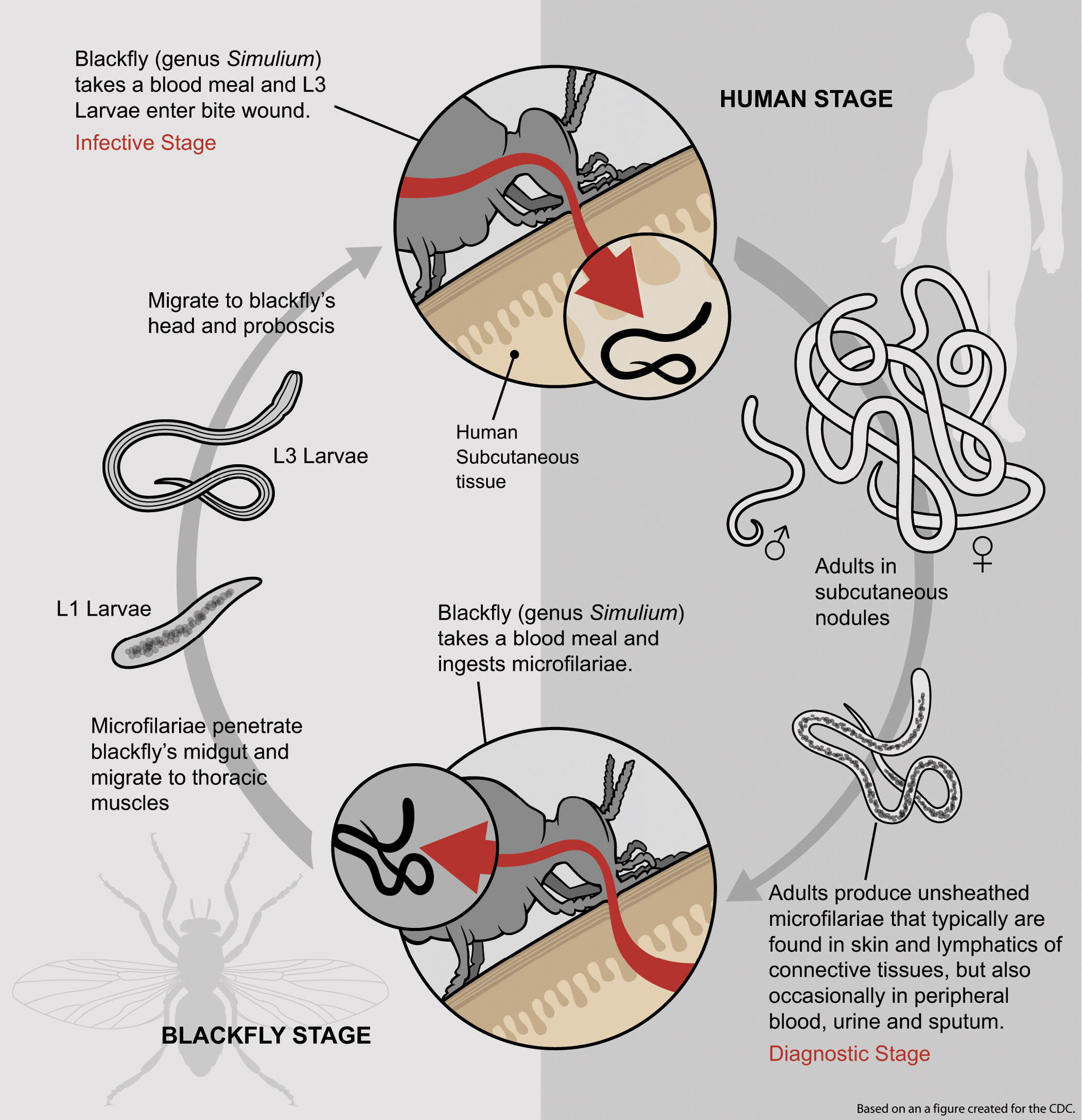
Життєвий цикл Onchocerca volvulus.

## Епідеміологія

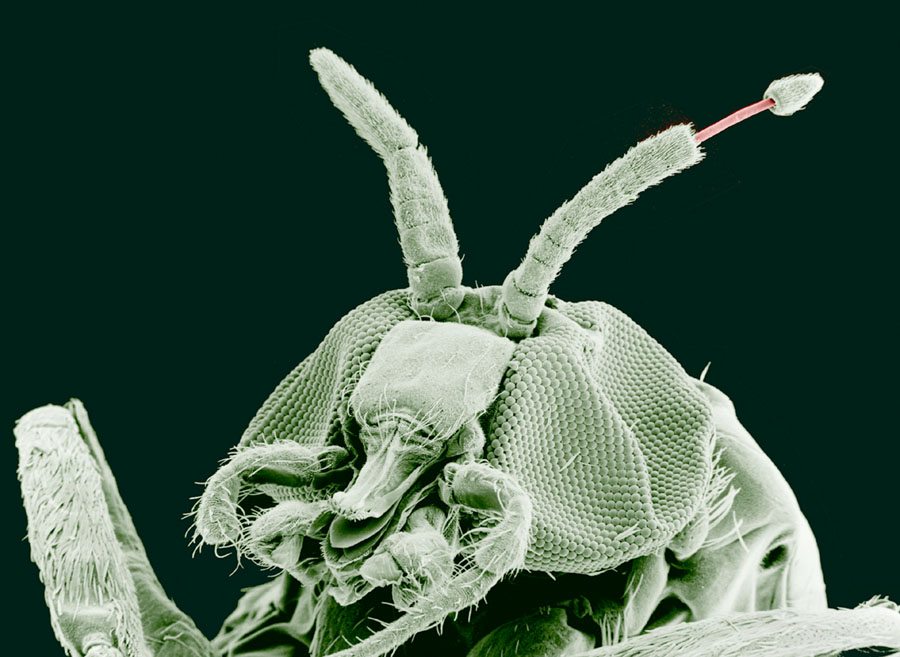
Доросла мошка Simulium yahense з паразитом Onchocerca volvulus, що з'являється з вусика комахи (збільшено в сто разів)

### Джерело та резервуар інфекції
Джерелом і резервуаром є хвора людина.

### Механізм і фактори передачи
Для онхоцеркозу притаманний трансмісивний механізм передачі інфекції. Onchocerca volvulus передається через укуси мошок роду Simulium (англ. Simulium blackflies). В Африці це Simulium damnosum, в Центральній Африці ще й Simulium neavel; в Америці це Simulium ochraceum, Simulium callidum, Simulium metallicum. Кусають мошки переважно вранці та вечором, при цьому до помешкань, як правило, не залітають. Зазвичай для інфікування потрібно, щоб відбулось багато укусів. Ці мошки розмножуються у швидкісних проточних річках і струмках, в основному у віддалених селах, розташованих поблизу родючої землі, де люди активно розвивають сільське господарство. Через те, що мошки зустрічаються біля річок, онхоцеркоз називають річковою сліпотою. У людському тілі, дорослі черв'яки народжують мікрофілярій, які мігрують у шкіру, в очі та інші органи. Коли самиця кусає заражену людину під час живлення кров'ю, вона також ковтає мікрофілярії, розвиток яких продовжується в організмі мошки і надалі передається до здорової людини під час наступних укусів. Не виключають можливість вертикальної передачі онхоцеркозу.

### Сприйнятливість
Онхоцеркоз не має расових відмінностей в перебігу. З неясних причин симптоми онхоцеркозу різняться в залежності від регіону. Зокрема, ураження шкіри (онходерматит) частіше спостерігають у лісових районах, тоді як сліпота частіше трапляється в сухих саванних районах. У вологих саванах у хворих відбувається проміжний тип клінічних проявів, тобто відзначають як шкірні ураження, так і ушкодження очей. Вважають, що до 10 % жителів ендемічних районів сухої савани, уражених онхоцеркозом, можуть осліпнути через цю хворобу. Деякі дані свідчать, що генетичні особливості людей можуть пояснити частково цю географічну специфіку. Не виявлено вікових особливостей зараження. Є свідчення, що внаслідок імунологічного подразнення антигенами мікрофілярій, які потрапляють від зараженої матері до дитини, останні в подальшому хворіють трохи тяжче, ніж ті діти, які народились від здорових матерів. Імунітет не формується, випадки самостійного видужання невідомі.

## Патогенез
Патологію при онхоцеркозі можна умовно розділити на дві категорії: таку, яку спричинюють мікрофілярії, і ту, що зумовлюють дорослі особини.
Найбільш значні пошкодження спричинюють блукаючі мікрофілярії, навантаження якими сягає 2 000 личинок / мг шкіри. Мікрофілярій спостерігають у всіх шарах шкіри, але найбільше вони зосереджені у дермальних сосочках. Це, можливо, адаптація до звичок мошок Simulium spp., тому що дермальні сосочки знаходяться найближче до епідермісу, де ріжучі ротові засоби мошок та їхня слина може вивільнити та притягнути мікрофілярій до рота. Мікрофілярії, які паразитують в шкірі людини, спричинюють її різкі зміни у вигляді дерматиту. Він прогресує з часом, в кінцевому підсумку призводить до фіброзу і заміни нормальних елементів шкіри. Зміни в пігментації шкіри, набряк, потовщення дерми і рубцювання епідермісу є ознаками цього захворювання. Шкірні еластичні волокна губляться поступово, в результаті чого шкіра стає зморшкуватою, іноді утворюються виразки. Дорослі особини, які мігрують по тілу, утворюють вузлики в шкірі (онхоцеркоми).
В очних яблуках мікрофілярії породжують запалення, на кон'юнктиві внаслідок цього утворюються вузлики, відбуваються атрофія райдужної оболонки та інші зміни, які обумовлюють тяжкі розлади зору аж до сліпоти на один або обидва ока.
Відбувається генералізована запальна реакція лімфатичних вузлів. Велике значення в патогенезі онхоцеркозу мають загальні та місцеві алергічні реакції, у виникненні яких велике значення надають продуктам життєдіяльності дорослих особин.

## Клінічні ознаки
Онхоцеркоз згідно МКХ-10 відносять до окремого підкласу В73 в класі «Гельмінтозів».
Симптоми онхоцеркоза відображають стадії розвитку паразита і ступінь імунної відповіді хазяїна. Клінічні прояви дуже різноманітні.
Прояви онхоцеркоза не з'являються до тих пір, як личинки не дозріють у дорослих особин. В середньому, клінічні ознаки з'являються у період від 9 місяців до 2-х років після інфікування. Інтервал між зараженням і появою симптомів іноді називають препатентним періодом або фазою. Після того, як відбувається повністю формування дорослих особин, вони спричинюють навколо себе у шкірі відповідне запалення у вигляді підшкірних вузликів (онхоцерком).

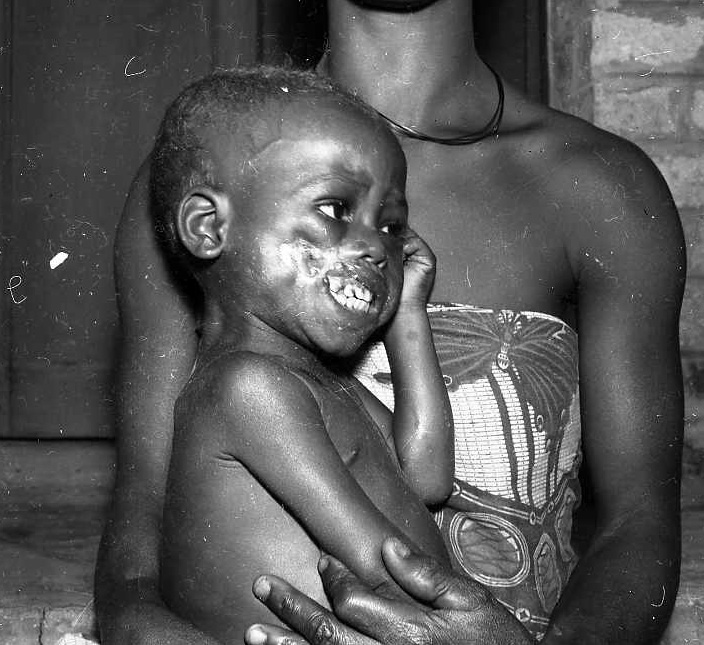
Дитина з слідами онхоцеркозного ураження обличчя.

### Шкірні ураження
Генералізований свербіж може відбуватися на початку хвороби і бути дуже значним. Папульозний висип, відомий як онходерматит, також може розвиватися. Везикули і пустули також нерідкі при цьому. Подряпина внаслідок свербіння може призвести до розвитку виразки, приєднання вторинної інфекції. Спочатку висип може бути нетривалим, але хронізація за декілька років може привести до ліхеніфікації, втрати еластичності шкіри, атрофії та / або депігментації її, рубцювання шкіри, в деяких випадках до розвитку іхтіозу. Через втрату еластичності певних ділянок шкіри можливе її обвисання. Вогнищева симетрична депігментація шкіри на гомілках створює характерну картину «шкіри леопарда». Клінічною особливістю онхоцеркозу в Ємені є таке ураження переважно однієї ноги (носить назву «совда»). Нерідким є приєднання лімфаденіту. Онхоцеркоми являють собою безболісні мобільні підшкірні вузлики від кількох міліметрів до декількох сантиметрів в діаметрі. Вони стають помітними на очі через 3-4 місяці від зараження. Онхоцеркоми утворюються найчастіше над кістковими виступами на тулубі і стегнах (у клінічному перебігу онхоцеркозу в Африці) або голові і плечах (у Південній Америці). Це пояснюють видовою специфічністю мошок, які еволюційно здобули відмінності в характері живлення, місці привабливості укусу.

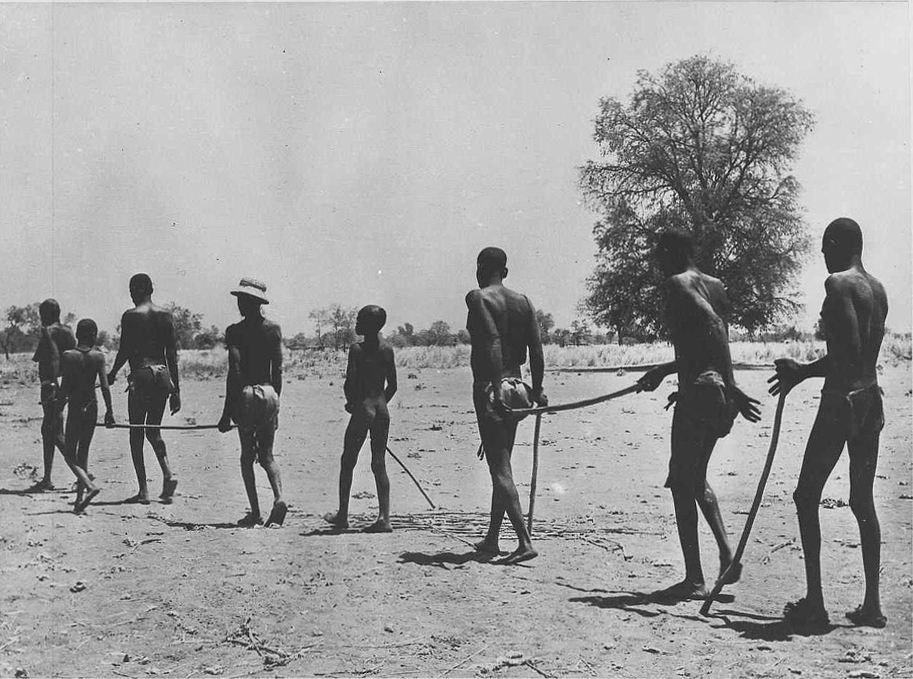
Через високий рівень річкової сліпоти у деяких регіонах Африки діти слугують поводирями одразу декільком сліпим дорослим з онхоцеркозом.

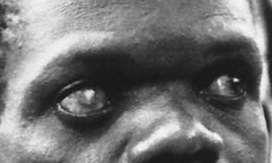
Хворий на річкову сліпоту.

### Ураження очей
Свербіж очей, почервоніння або світлобоязнь — це ранні симптоми очного онхоцеркоза. За роки ураження рогівки (кератит) внаслідок запальної реакції на померлих мікрофілярій та антигенів Wolbachia прогресує, відбувається помутніння та рубцювання її, що спричинює втрату зору і, в кінцевому рахунку, повну сліпоту. Гострий неврит зорового нерва спостерігають рідше, але він також може привести до сліпоти. Також можливим є виникнення іридоцикліту, глаукоми, хоріоїдиту.

### Загальні прояви
Також частими проявами є втрата ваги і генералізована м'язова слабкість. У запущених випадках у хворих на онхоцеркоз чоловіків іноді з'являються шкірні мішки, всередині яких є збільшені склерозовані стегнові чи пахвинні лімфатичні вузли («висячий пах»). В деяких випадках, переважно в європейців, фіброзні вузли не утворюються, хоча в шкірі є велика кількість мікрофілярій.

## Діагностика

### Паразитоскопічне дослідження
Традиційно діагноз онхоцеркозу підтверджують знаходженням мікрофілярій при світловій мікроскопії в зразках шкіри, яких взято за допомогою біопсії. Цей метод має високу специфічність (100 %), але низьку чутливість (20 % — 50 %) на ранніх стадіях захворювання. При цьому часто застосовують методику занурення біоптату шкіри в ізотонічний розчин, що прискорює появу мікрофілярій назовні.. Діагноз також може бути встановлений безпосередньою мікроскопією хірургічних зразків, отриманих під час оперативного видалення онхоцерком. Мікроскопічне дослідження вирізаної онхоцеркоми дає можливість виявити характерних філярійних гельмінтів з поперечним перерізом, з еозинофілами і лімфоцитами по периферії вузлика.

### Серологічні дослідження
Виявлення антитіл не може встановити, чи вони є результатом свіжої хвороби чи хронічного перебігу. Використовують такі серологічні реакції:
- Виявлення антитіл проти антигену Ov16 має високу чутливість (приблизно 80 %) і специфічність (приблизно 85 %). Її можна з успіхом використати на початку хвороби, коли результати мікроскопії шкіри ще негативні. Зразки капілярної крові збирають після проколу пальця. Імунохроматографічний тест використовують для виявлення присутності імуноглобуліну G4 (IgG4) до рекомбінантного Ov16-антигену.
- Виявлення антитіл до рекомбінантних гібридних білків (OvH2 і OvH3). Цей тест засновано на гібридних білках двох окремих білків Onchocerca volvulus (Ov20 і Ov33). Реакція має високу чутливість (> 95 %) і специфічність (> 95 %). Проводять за допомогою імуноферментного аналізу (ІФА).
- Виявлення антитіл на основі використання коктейлю з 3-х антигенів (Ov7, Ov11, Ov16) в ІФА. Чутливість методики сягає приблизно 97 %, специфічність — 100 %, що краще, ніж у тесту виявлення антитіл проти антигену Ov16.
- Виявлення антитіл до низькомолекулярного антигену самиць Onchocerca volvulus за чутливістю і специфічністю сягають результатів мікроскопічного виявлення мікрофілярій в шкірі.

### Виявлення антигену
Виявлення антигену Oncho-27. Перевагою цього тесту є те, що для дослідження беруть сечу або сльозу. Чутливість і специфічність методу досягає 100 %.

### Тести ампліфікації нуклеїнових кислот
Полімеразна ланцюгова реакція (ПЛР) з використанням матеріалу з надрізів або подряпин шкіри забезпечує високу чутливість і специфічність, що перевершує інші способи діагностики. Проте, обмежена доступність технічних знань, а також висока вартість тесту, обмежує його використання в умовах економічно слабких ресурсів.

### Провокативна проба з диетилкарбамазином
Місцеве застосування диетилкарбамазину. в кремовій основі спричинює локалізовані шкірні реакції (свербіж, папульозний висип, шкірний набряк) у відповідь на вмирання мікрофілярій в шкірі під дією препарату. Дослідження має різний ступінь чутливості (30 % — 92 %). На сьогодні використовують тест рідко через можливість виникнення серйозних шкірних реакцій, що може вимагати призначення інтенсивної терапії і госпіталізації. Хибнопозитивні реакції можуть виникати у хворих з іншими філяріїдозними захворюваннями, зокрема такими, як лоаоз.

## Лікування
Оскільки більша частка патогенезу онхоцеркозу є вторинною по відношенню до циркуляції мікрофілярій, метою терапії є усунення такої циркуляції у перебігу захворювання для зменшення проявів, щоб запобігти прогресуванню ураження очей, і перервати передачу інвазії. На сьогодні невідомі препарати, які б стовідсотково діяли на дорослих особин Onchocerca volvulus.
Івермектин вважають препаратом вибору, головним антимікрофілярійним засобом при онхоцеркозі. Багаторазові курси терапії ним з досяганням дози 150 мг/кг маси тіла з перервами у 3-12 місяців рекомендують проводити пацієнту протягом не менше 10-12 років. З меншими інтервалами призначають препарат тим пацієнтам, у яких відбуваються часті рецидиви. Івермектин, як правило, добре переносять хворі. Але масивна загибель мікрофілярій може привести до достатньо тяжких шкірних реакцій, свербіжу, посилення лімфаденопатії. Підсилення очних уражень може також розвинутися в такій ситуації. Щоб звести до мінімуму це у хворих іноді рекомендують використовувати короткий курс преднізолону (2-3 г на курс) разом з івермектином. Призначення івермектину кожні 3 місяці замість кожні 12 місяців може призвести до зниження запальних ускладнень, так як він не дозволяє збільшуватися числу мікрофілярій, таким чином, зменшуючи кількість померлих мікрофілярій після лікування. Перед призначенням івермектину слід виключити можливість наявності у хворого супутнього лоаозу, адже призначення цього препарату може призвести до поглиблення токсичної енцефалопатії, притаманної перебігу лоаозу. Таким чином, призначаючи івермектин, можна знищити мікрофілярій, але не дорослих паразитів. Є свідчення того, що івермектин здатен діяти згубно на аскарид, але не є ефективним проти анкілостом.
Дія на ендосімбіотічний вид — бактерій роду Wolbachia є на сьогодні відносно новим підходом в боротьбі проти онхоцеркозу. Дослідження терапії доксицикліном (100—200 мг/добу протягом 6 тижнів) показали великі перспективи. Доксициклін перериває мікрофілярійний ембріогенез, різко зменшуючи або усуваючи мікрофілярії протягом принаймні 18 місяців після лікування. Препарат має на відміну від івермектину помірну активність щодо дорослих особин Onchocerca volvulus, зменшуючи їх число приблизно на 50 % — 60 %. Поєднання доксицикліну та івермектину видається загалом більш ефективним, ніж поодинці. Однак, доксициклін має побічні ефекти, і його хворий повинен приймати щодня, що обмежує його корисність для великомасштабних програм лікування.
Дослідники також вивчили рифампіцин і азитроміцин, але перші результати поступаються таким при застосуванні доксицикліну. Моксидектин є новим антипаразитарним препаратом, якого на даний час вивчає ВООЗ для використання в лікуванні онхоцеркозу. Моксидектин є близьким до івермектину, але дослідження на тваринах дають можливість припустити, що це може привести до більш стійкого зниження кількості мікрофілярій.
Також практикують видалення онхоцерком хірургічним шляхом. Але вирізання онхоцерком може привести до одужання, тільки якщо воно усуває всіх дорослих особин Onchocerca volvulus. Таким чином, хірургічне лікування не є практичним вибором у хворих з множинними онхоцеркомами або у пацієнтів, у яких онхоцеркоми не розвинулися, а йде дифузне ураження шкіри при онходерматиті.

## Профілактика
Проти онхоцеркозу не існує вакцини. Попередити захворювання можна шляхом запобігання укусам мошок. Для цього використовують репеленти та відповідний максимально закритий світлий одяг. Також на певних територіях використовують інший спосіб запобігання хворобі — скорочення популяції мошок за допомогою розпилення інсектицидів. Популяційні стратегії профілактики в ендемічних районах Африки і Південної Америки засновані на боротьбі з мошками і застосуванні регулярного (кожні 6-12 місяців) масового лікування хворих івермектином.